# Дубницький Юрій Степанович
Юрій Степанович Дубницький (30 січня 1901 р., Кролевець, Кролевецький повіт, Чернігівська губернія — 9 березня 1918, Синява, Київська губернія) — неповнолітній учасник Вільного козацтва, загинув при виконанні службового обов'язку, іноді його помилково вважають загиблим під Крутами наприкінці січня 1918 року.
Народився у родині спадкового дворянина. Навчався у Шостій київській гімназії. У 1917 р. його батько — Степан Мартинович — призначений Кролевецьким повітовим комісаром. У вересні 1917 р. перевівся до 8 класу Другої київської української гімназії імені Кирило-Мефодівського товариства.
На початку 1918 р. він записався до куреня Вільного козацтва, у складі якого відряджений до Синяви. Там він у числі 32 вільних козаків загинув у сутичці із місцевими селянами, що грабували цукровий завод.